# Колтаева (Свердловская область)
Колтаева — деревня в Ачитском городском округе Свердловской области. Управляется Большеутинским сельским советом.

## География
Деревня располагается на правом берегу реки Ут в 27 километрах на северо от посёлка городского типа Ачит в 1 км от границы с Пермским краем.

### Часовой пояс
Колтаева, как и вся Свердловская область, находится в часовой зоне МСК+2. Смещение применяемого времени относительно UTC составляет +5:00.

## Население
| 2002 | 2010 | 2021 |
| ---- | ---- | ---- |
| 43   | ↘24  | ↘12  |

## Инфраструктура
Деревня разделена на две улицы: Заречная и Центральная.